# Pépin d'Italie
Pour les articles homonymes, voir Pépin.
Pépin d'Italie, né en 777, mort à Milan le 8 juillet 810, est un des fils de Charlemagne, roi d'Italie de 781 à 810.

## Biographie
Il est le troisième fils de Charlemagne et le second d'Hildegarde de Vintzgau. Il est baptisé par le pape Adrien Ier avec le prénom de Carloman.
En 781, Charlemagne, roi des Lombards (rex Langobardorum) depuis 774, décide de faire de Carloman un « roi d'Italie » et de Louis, né en 778, un « roi d'Aquitaine ». Tous deux sont couronnés par le pape à Rome le 15 avril 781. C'est à cette occasion que Charlemagne décide de donner à Carloman le nom de Pépin ; dans la nomenclature, il est appelé Pépin Ier d'Italie, Charlemagne conservant le titre de roi des Lombards.
En raison de son jeune âge, Carloman est placé sous la tutelle d'Adalhard, abbé de Corbie, cousin de Charlemagne ; par la suite, ses tuteurs seront Waldo de Reichenau et Rotchild.
En 787, bien qu'âgé de 10 ans, Pépin participe à une campagne militaire contre le duc Tassilon III de Bavière. Charlemagne mène lui-même une petite armée sur Augsbourg et débouche en Alémanie. Une autre vient du nord, composée d’Austrasiens, Saxons et Thuringiens. Pépin monte par la vallée de l'Adige à la tête d’une troisième armée. Menacé par des forces supérieures, Tassilon se rend sans combattre.
En 793, Pépin d'Italie mène une campagne contre le duc de Bénévent Grimoald, petit-fils du dernier roi lombard, Didier, qui refuse de se soumettre à son autorité.

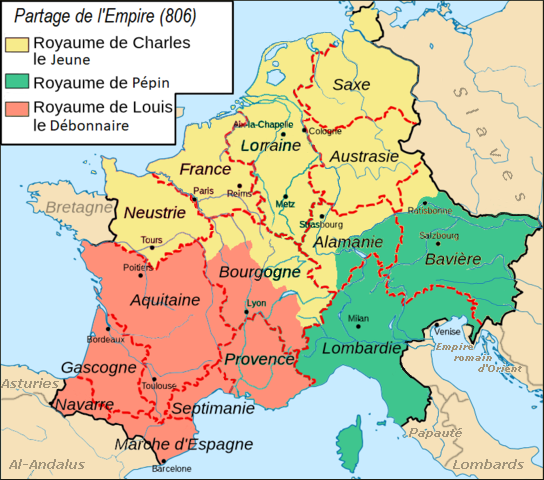
Projet de partage de l'Empire carolingien en 806.

Le 6 février 806 à Thionville, lors du projet de partage de l'empire après sa mort, Charlemagne lui confirme la possession de l'Italie, y ajoutant la Bavière et la Carinthie.
En 810, Pépin soumet l'Istrie, des villes dalmates et Venise, territoires relevant de l'empire romain. Il meurt peu après et est inhumé dans l'église San Zeno Maggiore de Vérone.

## Mariages et descendance
La question des alliances de Pépin d'Italie est assez complexe. Une litanie du Liber confrater augiensis lui attribue comme épouse une certaine Chrotais (ou Ruadheid), épousée peu avant 796. Cependant, la Vita Hludowici écrite par Thégan vers 840 dit que le roi Bernard d'Italie est né d'une concubine (ex concubina natus), affirmation renforcée par une litanie de Saint-Gall plaçant Bernard dans une liste des Carolingiens de naissance illégitime.
On ne connaît pas l'origine de Chrotais mais son nom, celui de Bernard d'Italie et le fait qu'Adalard de Corbie et son demi-frère Wala sont ensuite les protecteurs de Bernard d'Italie suggère une proche parenté entre Chrotais et ces derniers. Cette hypothèse est renforcée par le fait que les prénoms de Bernard, Gundrada et Theodrada se retrouvent chez les frères et sœurs de Wala et d'Adalard. Seulement, il est chronologiquement improbable que Chrotais soit fille de Wala, impossible qu'elle soit fille d'un frère ou d'une sœur de Wala, qui étaient trop jeunes, et la Vita Adalhardi est formelle sur le fait que Bernard n'a eu que cinq enfants. Il reste comme explication que l'épouse de Pépin d'Italie soit une petite-nièce de son homonyme, la troisième épouse de Charles Martel.
Par ailleurs, les filles de Pépin Adélaïs (ou Aeda) et Théodrade sont données enfants d'Ingeltrude d'Autun.
Eginhard, dans sa Vita Caroli, lui attribue six enfants :
- Bernard, roi d'Italie, ancêtre de la famille des Herbertiens ;
- Adelais, née vers 798, morte après 810 ;
- Adula, née vers 800-10, morte après 810 ;
- Gundrada, née vers 800-10, morte après 810 ;
- Berta, née vers 800-10, morte après 810 ;
- Theodrada, née vers 800-10, morte après 810.

|                      |                      |                      |                      |                      |                      | Rotrude | Rotrude | Rotrude | Rotrude | Rotrude | Rotrude |         |         |                              |                              |                              |                              |                              |                              |       |       | Charles Martel | Charles Martel | Charles Martel | Charles Martel | Charles Martel | Charles Martel |                     |                     |                     |                     |                     |                     |               |               |               |               |               |               |           |           | Chrotais  | Chrotais  | Chrotais  | Chrotais  | Chrotais | Chrotais |  |  |               |               |               |               |               |               |  |  |                         |                         |                         |                         |                         |                         |  |  |  |  |  |  |  |  |  |  |  |  |  |  |
|                      |                      |                      |                      |                      |                      | Rotrude | Rotrude | Rotrude | Rotrude | Rotrude | Rotrude |         |         |                              |                              |                              |                              |                              |                              |       |       | Charles Martel | Charles Martel | Charles Martel | Charles Martel | Charles Martel | Charles Martel |                     |                     |                     |                     |                     |                     |               |               |               |               |               |               |           |           | Chrotais  | Chrotais  | Chrotais  | Chrotais  | Chrotais | Chrotais |  |  |               |               |               |               |               |               |  |  |                         |                         |                         |                         |                         |                         |  |  |  |  |  |  |  |  |  |  |  |  |  |  |
|                      |                      |                      |                      |                      |                      |         |         |         |         |         |         |         |         |                              |                              |                              |                              |                              |                              |       |       |                |                |                |                |                |                |                     |                     |                     |                     |                     |                     |               |               |               |               |               |               |           |           |           |           |           |           |          |          |  |  |               |               |               |               |               |               |  |  |                         |                         |                         |                         |                         |                         |  |  |  |  |  |  |  |  |  |  |  |  |  |  |
|                      |                      |                      |                      |                      |                      |         |         |         |         |         |         |         |         | Pépin le Bref roi des Francs | Pépin le Bref roi des Francs | Pépin le Bref roi des Francs | Pépin le Bref roi des Francs | Pépin le Bref roi des Francs | Pépin le Bref roi des Francs |       |       | Ne (franque)   | Ne (franque)   | Ne (franque)   | Ne (franque)   | Ne (franque)   | Ne (franque)   |                     |                     |                     |                     |                     |                     | Bernard comte | Bernard comte | Bernard comte | Bernard comte | Bernard comte | Bernard comte |           |           |           |           |           |           |          |          |  |  | Ne (saxonne)  | Ne (saxonne)  | Ne (saxonne)  | Ne (saxonne)  | Ne (saxonne)  | Ne (saxonne)  |  |  |                         |                         |                         |                         |                         |                         |  |  |  |  |  |  |  |  |  |  |  |  |  |  |
|                      |                      |                      |                      |                      |                      |         |         |         |         |         |         |         |         | Pépin le Bref roi des Francs | Pépin le Bref roi des Francs | Pépin le Bref roi des Francs | Pépin le Bref roi des Francs | Pépin le Bref roi des Francs | Pépin le Bref roi des Francs |       |       | Ne (franque)   | Ne (franque)   | Ne (franque)   | Ne (franque)   | Ne (franque)   | Ne (franque)   |                     |                     |                     |                     |                     |                     | Bernard comte | Bernard comte | Bernard comte | Bernard comte | Bernard comte | Bernard comte |           |           |           |           |           |           |          |          |  |  | Ne (saxonne)  | Ne (saxonne)  | Ne (saxonne)  | Ne (saxonne)  | Ne (saxonne)  | Ne (saxonne)  |  |  |                         |                         |                         |                         |                         |                         |  |  |  |  |  |  |  |  |  |  |  |  |  |  |
|                      |                      |                      |                      |                      |                      |         |         |         |         |         |         |         |         |                              |                              |                              |                              |                              |                              |       |       |                |                |                |                |                |                |                     |                     |                     |                     |                     |                     |               |               |               |               |               |               |           |           |           |           |           |           |          |          |  |  |               |               |               |               |               |               |  |  |                         |                         |                         |                         |                         |                         |  |  |  |  |  |  |  |  |  |  |  |  |  |  |
|                      |                      |                      |                      |                      |                      |         |         |         |         |         |         |         |         | Charlemagne empereur         | Charlemagne empereur         | Charlemagne empereur         | Charlemagne empereur         | Charlemagne empereur         | Charlemagne empereur         |       |       |                |                |                |                |                |                | Adalard abb. Corbie | Adalard abb. Corbie | Adalard abb. Corbie | Adalard abb. Corbie | Adalard abb. Corbie | Adalard abb. Corbie |               |               |               |               |               |               |           |           |           |           |           |           |          |          |  |  |               |               |               |               |               |               |  |  |                         |                         |                         |                         |                         |                         |  |  |  |  |  |  |  |  |  |  |  |  |  |  |
|                      |                      |                      |                      |                      |                      |         |         |         |         |         |         |         |         | Charlemagne empereur         | Charlemagne empereur         | Charlemagne empereur         | Charlemagne empereur         | Charlemagne empereur         | Charlemagne empereur         |       |       |                |                |                |                |                |                | Adalard abb. Corbie | Adalard abb. Corbie | Adalard abb. Corbie | Adalard abb. Corbie | Adalard abb. Corbie | Adalard abb. Corbie |               |               |               |               |               |               |           |           |           |           |           |           |          |          |  |  |               |               |               |               |               |               |  |  |                         |                         |                         |                         |                         |                         |  |  |  |  |  |  |  |  |  |  |  |  |  |  |
|                      |                      |                      |                      |                      |                      |         |         |         |         |         |         |         |         |                              |                              |                              |                              |                              |                              |       |       |                |                |                |                |                |                |                     |                     |                     |                     |                     |                     |               |               |               |               |               |               |           |           |           |           |           |           |          |          |  |  |               |               |               |               |               |               |  |  |                         |                         |                         |                         |                         |                         |  |  |  |  |  |  |  |  |  |  |  |  |  |  |
|                      |                      |                      |                      |                      |                      |         |         |         |         |         |         |         |         | Pépin d'Italie               | Pépin d'Italie               | Pépin d'Italie               | Pépin d'Italie               | Pépin d'Italie               | Pépin d'Italie               |       |       |                |                |                |                | Chrotais       | Chrotais       | Chrotais            | Chrotais            | Chrotais            | Chrotais            |                     |                     | Wala          | Wala          | Wala          | Wala          | Wala          | Wala          |           |           | Gundrada  | Gundrada  | Gundrada  | Gundrada  | Gundrada | Gundrada |  |  | Bernard moine | Bernard moine | Bernard moine | Bernard moine | Bernard moine | Bernard moine |  |  | Theodrada abb. Soissons | Theodrada abb. Soissons | Theodrada abb. Soissons | Theodrada abb. Soissons | Theodrada abb. Soissons | Theodrada abb. Soissons |  |  |  |  |  |  |  |  |  |  |  |  |  |  |
|                      |                      |                      |                      |                      |                      |         |         |         |         |         |         |         |         | Pépin d'Italie               | Pépin d'Italie               | Pépin d'Italie               | Pépin d'Italie               | Pépin d'Italie               | Pépin d'Italie               |       |       |                |                |                |                | Chrotais       | Chrotais       | Chrotais            | Chrotais            | Chrotais            | Chrotais            |                     |                     | Wala          | Wala          | Wala          | Wala          | Wala          | Wala          |           |           | Gundrada  | Gundrada  | Gundrada  | Gundrada  | Gundrada | Gundrada |  |  | Bernard moine | Bernard moine | Bernard moine | Bernard moine | Bernard moine | Bernard moine |  |  | Theodrada abb. Soissons | Theodrada abb. Soissons | Theodrada abb. Soissons | Theodrada abb. Soissons | Theodrada abb. Soissons | Theodrada abb. Soissons |  |  |  |  |  |  |  |  |  |  |  |  |  |  |
|                      |                      |                      |                      |                      |                      |         |         |         |         |         |         |         |         |                              |                              |                              |                              |                              |                              |       |       |                |                |                |                |                |                |                     |                     |                     |                     |                     |                     |               |               |               |               |               |               |           |           |           |           |           |           |          |          |  |  |               |               |               |               |               |               |  |  |                         |                         |                         |                         |                         |                         |  |  |  |  |  |  |  |  |  |  |  |  |  |  |
|                      |                      |                      |                      |                      |                      |         |         |         |         |         |         |         |         |                              |                              |                              |                              |                              |                              |       |       |                |                |                |                |                |                |                     |                     |                     |                     |                     |                     |               |               |               |               |               |               |           |           |           |           |           |           |          |          |  |  |               |               |               |               |               |               |  |  |                         |                         |                         |                         |                         |                         |  |  |  |  |  |  |  |  |  |  |  |  |  |  |
| Bernard roi d'Italie | Bernard roi d'Italie | Bernard roi d'Italie | Bernard roi d'Italie | Bernard roi d'Italie | Bernard roi d'Italie |         |         | Adelais | Adelais | Adelais | Adelais | Adelais | Adelais |                              |                              | Adula                        | Adula                        | Adula                        | Adula                        | Adula | Adula |                |                | Gundrada       | Gundrada       | Gundrada       | Gundrada       | Gundrada            | Gundrada            |                     |                     | Berta               | Berta               | Berta         | Berta         | Berta         | Berta         |               |               | Theodrada | Theodrada | Theodrada | Theodrada | Theodrada | Theodrada |          |          |  |  |               |               |               |               |               |               |  |  |                         |                         |                         |                         |                         |                         |  |  |  |  |  |  |  |  |  |  |  |  |  |  |

## Dans la culture populaire
- Charlemagne, le prince à cheval, téléfilm franco-italo-germano-luxembourgeois en trois parties, réalisé par Clive Donner, et diffusé la première fois sur France 2 en 1993, avec Iván Kamarás dans le rôle de Pépin.